# Hydriomena bicommata
Hydriomena bicommata är en fjärilsart som beskrevs av Franz Paula von Schrank 1802. Hydriomena bicommata ingår i släktet Hydriomena och familjen mätare. Inga underarter finns listade i Catalogue of Life.